# Nomada linsenmaieri
Nomada linsenmaieri är en biart som beskrevs av Schwarz 1974. Nomada linsenmaieri ingår i släktet gökbin, och familjen långtungebin. Inga underarter finns listade i Catalogue of Life.